# غاري بيكوك
غاري بيكوك (بالإنجليزية: Gary Peacock)‏‏ (193 - 2020) هو عازف جاز وملحن أمريكي، ولد في 12 مايو 1935 في بورلي في الولايات المتحدة.

## وصلات خارجية
- غاري بيكوك على موقع IMDb (الإنجليزية)
- غاري بيكوك على موقع ميوزك برينز (الإنجليزية)
- غاري بيكوك على موقع أول ميوزيك (الإنجليزية)
- غاري بيكوك على موقع ديسكوغز (الإنجليزية)
- غاري بيكوك على موقع قاعدة بيانات الفيلم (الإنجليزية)